# Motzküppel

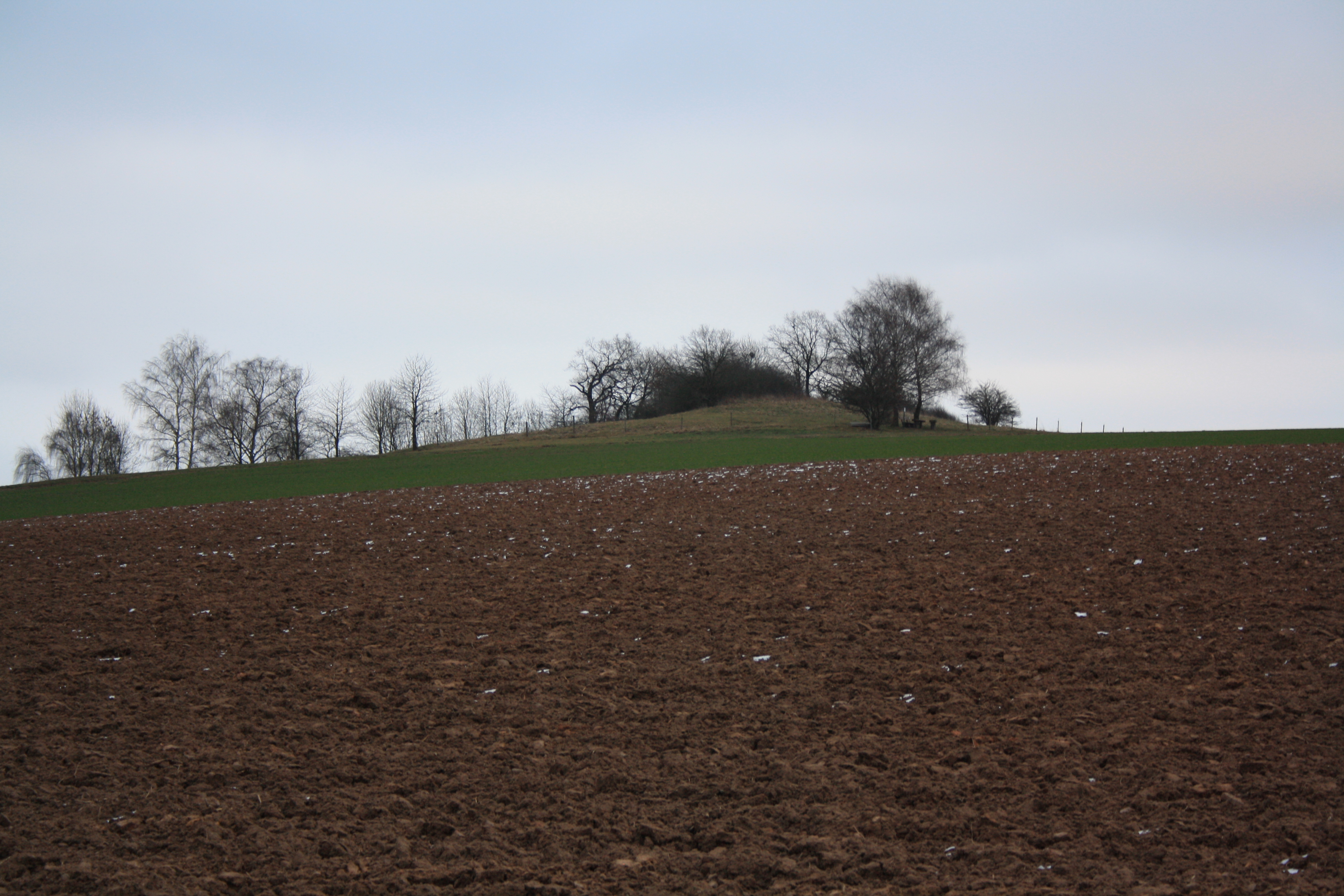
Motzküppel von Westen

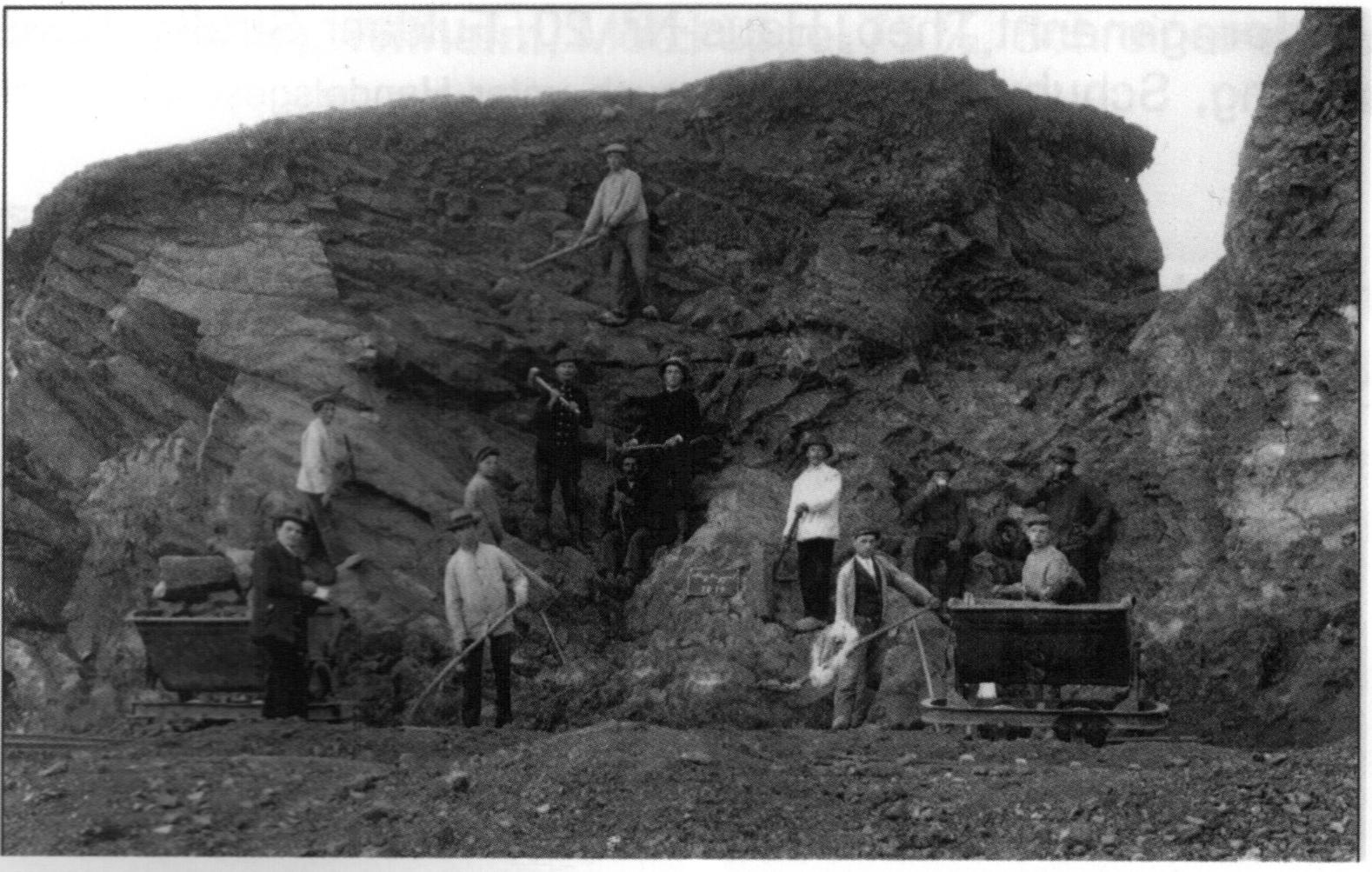
Steinbruch am Motzküppel, 1914

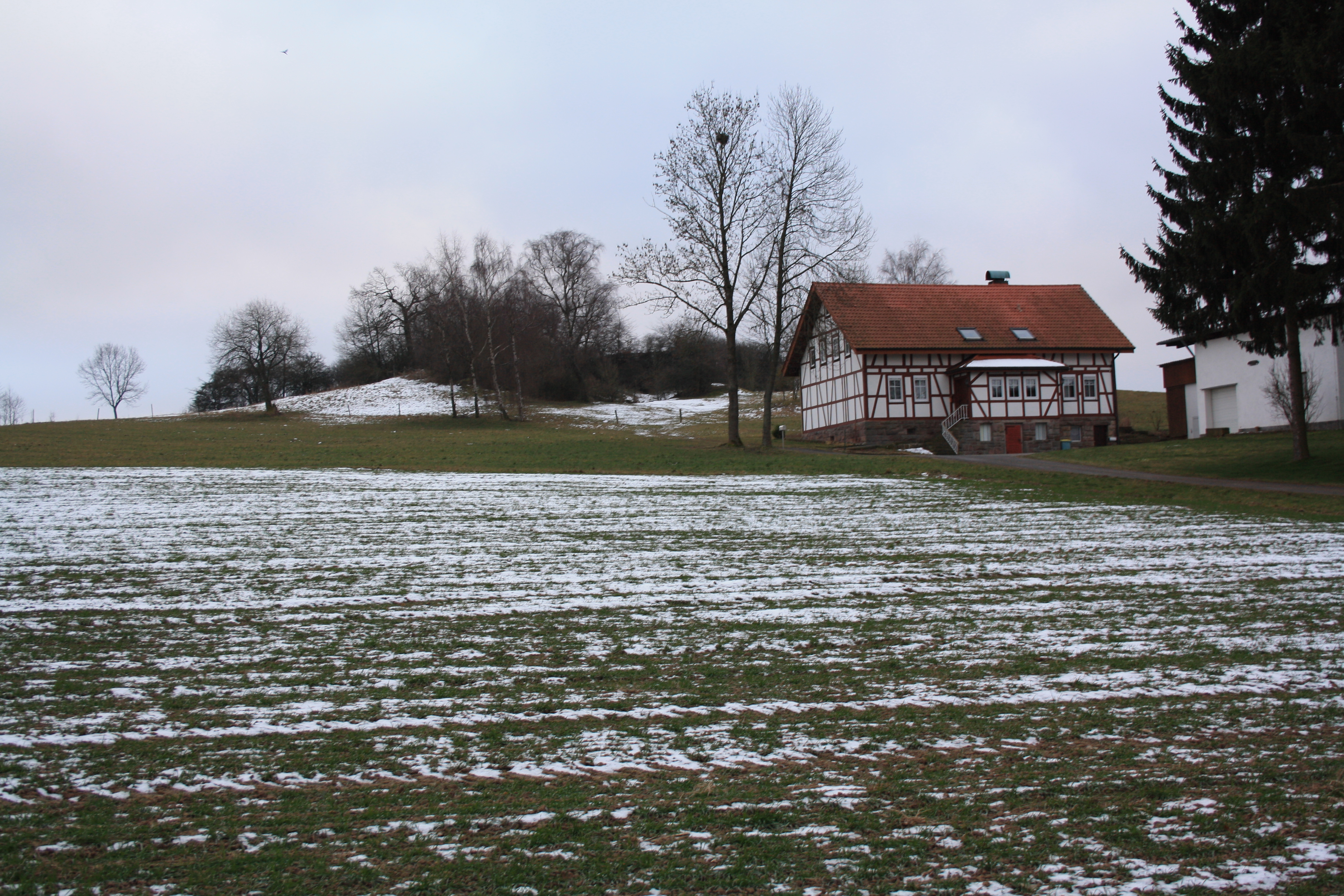
Blick von Norden zum Motzküppel; auf dieser Seite lag der Steinbruch

Der Motzküppel bei Weyhers im hessischen Landkreis Fulda ist ein 452,9 m ü. NHN hoher Berg in der Rhön.

## Geographie

### Lage
Der Motzküppel erhebt sich im Biosphärenreservat Rhön; bis auf seine Ostflanke reichen Teile des Naturparks Hessische Rhön. Sein Gipfel liegt rund 830 m nordwestlich vom Ortskern des Ortsteils Weyhers der Gemeinde Ebersburg. Die Grenze zur Gemarkung des nordöstlich vom Berg gelegenen Ortsteils Dietershausen der Gemeinde Künzell verläuft knapp 300 m nordwestlich des Gipfels. In Richtung Süden fällt die Landschaft über seinen Ausläufer Fuldaer Berg (428,1 m) zur Lütter ab, zu der ein östlich der Erhebung im Übergangsbereich zum nordnordöstlich gelegenen Lebersberg (472,7 m) quellender und durch Weyhers fließender Zufluss strebt. Nach Nordnordwesten leitet die Landschaft über einen weiteren und nach Südwesten verlaufenden Zufluss der Lütter zum 820 m (jeweils Luftlinie) entfernten Dassenberg (459 m) über.

### Naturräumliche Zuordnung
Der Motzküppel gehört in der naturräumlichen Haupteinheitengruppe Osthessisches Bergland (Nr. 35) und in der Haupteinheit Vorder- und Kuppenrhön (353) zur Untereinheit Westliches Rhönvorland (353.1).

## Landschaftsschutzgebiet
Bis auf die Ostflanke des Motzküppels reichen Teile des Landschaftsschutzgebiets Hessische Rhön (CDDA-Nr. 378477), das 1967 ausgewiesen wurde und 410,31 km² groß ist.

## Bergbeschreibung
Der Motzküppel ist ein erloschener Vulkan aus Phonolithgestein. Er steht relativ exponiert als einzige Erhebung in kleinem Umkreis über dem Lüttertal. Ein Großteil des Berges wurde mit der Nutzung als Steinbruch abgetragen. Steilere Stellen sind verbuscht. Wo es möglich ist, besteht der Berg aus Grünland, welches beweidet wird. Am Rand einer Weideumzäunung befindet sich eine Bank mit Tisch als Rastgelegenheit für Besucher. Der etwa 1 km (Luftlinie) nordöstlich gelegene Hof Mittelreppig 1, der zur Gemarkung von Weyhers gehört, hatte früher als Adressbezeichnung Motzküppel; 1895 wohnten dort sieben Personen.

## Steinbruch
1898 verkaufte der damalige Besitzer, ein Landwirt aus Weyhers, den Motzküppel an einen Bauunternehmer aus Dietershausen. Dieser richtete darin einen Steinbruch zum Abbau von Basaltstein ein. Bis nach 1914 wurde dabei nur mit Hammer, Brecheisen und Schaufel gearbeitet. Später war auch ein Brecher betrieben von einer Dampfmaschine in Betrieb. Die Steine wurden mit Loren zum nächsten befestigten Weg transportiert, dort auf Pferdefuhrwerke umgeladen und mit diesen zur Rhönbahn transportiert. Wann der Abbau eingestellt wurde, ist nicht bekannt. In den 1960er Jahren wurde noch einmal kurzfristig Basaltschotter durch Sprengung gewonnen. Dieser wurde nur zum Wegebau in Weyhers genutzt.

## Aussichtsmöglichkeiten
Der Motzküppel bietet gute Aussichtsmöglichkeiten in viele Himmelsrichtungen – allerdings behindern der etwas höhere Dassenberg im Nordnordwesten, der Lebersberg im Nordnordosten und die nach Ostnordosten hin höheren Berge mit dem Giebelrain (587,6 m) etwas die Sicht. Zum Beispiel fällt der Blick vom Berg in Richtung Südosten über Weyhers hinweg zum Ebersberg (689 m).

## Verkehr und Wandern
Südlich vorbei am Motzküppel verläuft entlang der Lütter zwischen Weyhers und Lütter die Landesstraße 3307, die in Weyhers die von dort – östlich vorbei am Berg – nach Norden in Richtung Dietershausen führende L 3258 kreuzt. Zum Beispiel an diesen Straßen beginnend kann die Erhebung auf Feldwegen erwandert werden.